# Fred Eaton
Frederick Eaton (ur. 1856, zm. 11 marca 1934) – amerykański polityk, burmistrz Los Angeles w latach 1898-1900. 
Najbardziej znany jako inicjator (wraz z Wiliamem Mulhollandem) liczącego 380 km akweduktu Los Angeles (Los Angeles Aqueduct) doprowadzającego wodę z rzeki Owens do Los Angeles. Było to powodem konfliktu o wodę z mieszkańcami Owens Valley. Budowę akweduktu ukończono w 1913 roku.